# Gonzalez (Schiff)
Die USS Gonzalez (DDG-66) ist ein Zerstörer der United States Navy und gehört der Arleigh-Burke-Klasse an.

## Geschichte
Die Gonzalez, benannt nach Alfredo Cantu Gonzalez, einem Sergeant aus dem Vietnamkrieg, der die Medal of Honor verliehen bekam, wurde 1991 bei Bath Iron Works in Auftrag gegeben und lief dort 1995 vom Stapel. 20 Monate später wurde das Schiff bei der US Navy in Dienst gestellt.
1999 nahm der Zerstörer an der Operation Allied Force teil und feuerte dabei Marschflugkörper BGM-109 Tomahawk auf serbische Ziele ab.
2005 halfen Matrosen der Gonzalez dem Kreuzfahrtschiff Seabourn Spirit nach einem Piratenangriff.
2006 rettete die Gonzalez am 1. März die Crew eines iranischen Schiffes, dessen Antrieb ausgefallen war. Nur knapp zwei Wochen später, am 18. März, war der Zerstörer zusammen mit dem Kreuzer Cape St. George ca. 25 Meilen vor der Küste Somalias in einen Kampf mit Piraten verwickelt. Dabei wurde ein Pirat getötet, fünf weitere Männer wurden verwundet. Diese fünf und zusätzlich sieben Piraten wurden gefangen genommen, es wurden automatische Waffen und Panzerabwehrhandwaffen beschlagnahmt.
2008 nahm der Zerstörer mit der Fregatte Nicholas an NATO-Übungen im Mittelmeer teil und operierte dann als Teil der Standing NATO Maritime Group 2.